# خفاش برزیلی

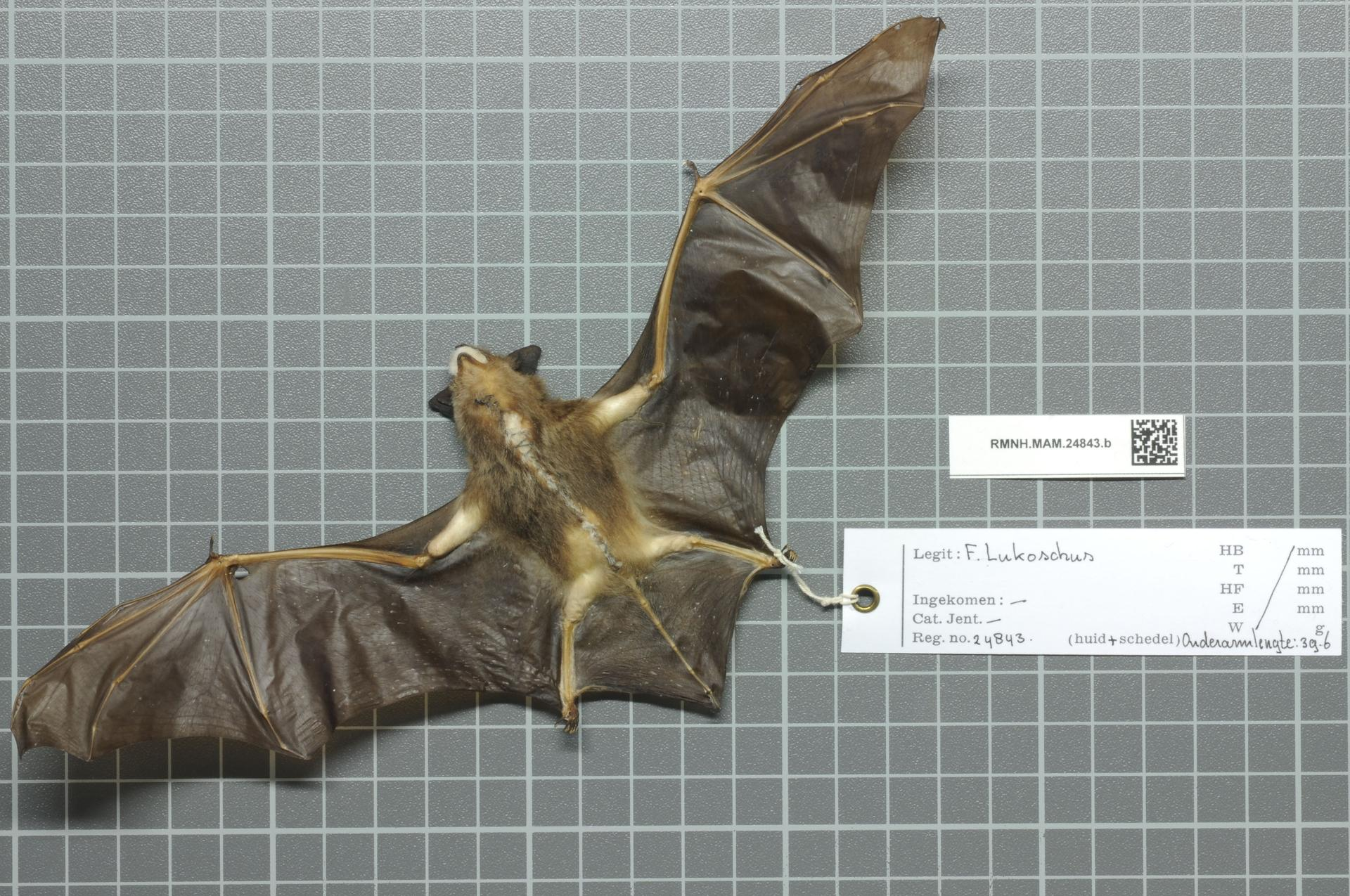
خفاش برزیلی

خفاش برزیلی (نام علمی: Eptesicus brasiliensis) نام یک گونه از تیره خفاش‌ناهیدی است.